# Vaga ogasawaraensis
Vaga ogasawaraensis är en fjärilsart som beskrevs av William Burgess Pryer 1886. Vaga ogasawaraensis ingår i släktet Vaga och familjen juvelvingar. Inga underarter finns listade i Catalogue of Life.